# Heimia montana
Heimia montana är en fackelblomsväxtart som först beskrevs av August Heinrich Rudolf Grisebach, och fick sitt nu gällande namn av Miguel Lillo. Heimia montana ingår i släktet Heimia och familjen fackelblomsväxter. Inga underarter finns listade i Catalogue of Life.